# 사이조촌 (지바현)
사이조촌(西条村)은 지바현 아와군에 존재했던 촌이다. 현재의 가모가와시 중부에 해당한다.

## 지리
가모가와정(현재의 가모가와시 중심지구)의 북서쪽에 인접해 있다. 동쪽 이웃인 도조촌과의 경계는 대체로 다테자키강, 서쪽 이웃인 다하라촌과의 경계는 대체로 가나야마강(金山川)를 경계로 한다. 

## 역사
- 1889년 4월 1일 - 정촌제 시행에 의해 나가사군 사이조촌이 성립하였다.
- 1896년 4월 1일 - 나가사군이 폐지되어 아와군에 편입해, 아와군 사이조촌이 되었다.
- 1954년 7월 1일 - 가모가와 정, 다하라 촌, 도조 촌과 합병해, 새로운 가모가와정이 신설되어, 동일 사이조촌은 폐지되었다.

## 교통

### 도로
- 구루리 가도

## 관련링크
- 千葉県安房郡西条村 (12B0020018) - 歴史的行政区域データセットβ版